# ماکس آبرامویتز
ماکس آبرامویتز (به انگلیسی: Max Abramovitz) متولد ۱۹۰۸ شیکاگو، ایلینوی، معمار برجستهٔ قرن بیستم آمریکایی بود.
او تحصیلکردهٔ دانشگاه ایلینوی در اوربانا شامپاین، دانشگاه کلمبیا در نیویورک و مدرسه بوزار پاریس بود. از ۱۹۴۱ در دفتر والاس ک. هاریسون و ژاک آندره فویلهو کار می‌کرد.
مشهورترین اثر او قسمتی از ساختمان مرکز سازمان ملل متحد در نیویورک است.